# Notoderus maculatus
Notoderus maculatus är en tvåvingeart som beskrevs av Cortes 1986. Notoderus maculatus ingår i släktet Notoderus och familjen parasitflugor. Inga underarter finns listade i Catalogue of Life.